# 劉道錫
劉道錫（りゅう どうしゃく、生没年不詳）は、南朝宋の官僚。本貫は彭城郡呂県。兄は劉道産。

## 経歴
太尉諮議参軍の劉簡之の子として生まれた。はじめ余杭県令となり、良宰として名を挙げられた。広威将軍・巴西梓潼二郡太守に転じた。元嘉18年（441年）、仇池の楊難当が進攻してくると、道錫は涪城に籠城して十数日を耐え抜き、仇池軍を撤退させた。防戦の功績を文帝に賞賛され、冠軍とされた。諮議参軍・少府卿となった。元嘉21年（444年）、揚烈将軍・広州刺史に転じた。元嘉27年（450年）、任地で不正な収奪と蓄財をおこない、治中の荀斉文を鞭打って死なせ、輿に乗って城を出るときに尼を乗せていたなどの罪を御史に糾弾された。元嘉28年（451年）、建康に召還され、収監されて廷尉の取り調べを受けた。釈放されてまもなく病没した。

## 伝記資料
- 『宋書』巻65 列伝第25
- 『南史』巻17 列伝第7